# 湯姆林森鎮區 (阿肯色州洛根縣)
湯姆林森鎮區（英語：Tomlinson Township）是位於美國阿肯色州洛根縣的一個行政鎮區。

## 地方資料
湯姆林森鎮區的面積為68.63平方千米，當中陸地面積為67.86平方千米，而水域面積為0.87平方千米。根據2010年美國人口普查的數據，當地共有人口325人，而人口密度為每平方千米4.74人。